# Разумовка (Павлодарская область)
Разумовка (каз. Разумовка) — село в Актогайском районе Павлодарской области Казахстана. Входит в состав Разумовского сельского округа. Код КАТО — 553255200.

## Население
В 1999 году население села составляло 153 человека (71 мужчина и 82 женщины). По данным переписи 2009 года, в селе проживало 103 человека (44 мужчины и 59 женщин).